# Neustadt an der Waldnaab
Neustadt an der Waldnaab é um município da Alemanha, situado no distrito homônimo, no estado da Baviera. Tem 9,93 km² de área, e sua população em 2019 foi estimada em 5.685 habitantes.